# Departamento de Vivienda y Desarrollo Urbano de los Estados Unidos
El Departamento de Vivienda y Desarrollo Urbano de Estados Unidos (en inglés: United States Department of Housing and Urban Development; acrónimo: HUD) es un departamento de la rama ejecutiva del gobierno federal de Estados Unidos.
Creado en septiembre de 1965 por el entonces presidente, Lyndon B. Johnson, como parte de su programa "Great Society" (Gran Sociedad), el HUD sustituyó a la entonces Agencia de Casa y Financiamiento del Hogar. Entre sus funciones se encuentran el diseño de la política de desarrollo urbano así como la gestión de las políticas de vivienda pública y hogar.
Su actual Secretaria es Marcia Fudge. Tiene su sede en el Edificio Federal Robert C. Weaver en Washington D. C.